# Герой Беларуси
Герой Беларуси (бел. Герой Беларусі) — государственная награда Беларуси — высшее звание, присваиваемое за заслуги, связанные с совершением подвига.
Учреждена Постановлением Верховного Совета Республики Беларусь № 3726-XII от 13 апреля 1995 года. На сегодняшний день данное Постановление заменено Законом Республики Беларусь от 18 мая 2004 года № 288-З. Присваивается указом Президента за исключительные заслуги перед государством и обществом. Медаль изготавливается в г. Гомель (завод «Ювелир», филиал гомельского производственного объединения «Кристалл»).
Звание «Герой Беларуси» присваивается только один раз. Лицам, удостоенным звания «Герой Беларуси», вручается знак особого отличия — медаль Героя Беларуси.

## МедальГероя Беларуси
Медаль Героя Беларуси вручается лицам, удостоенным звания «Герой Беларуси».

### Медаль с 1996 года по 1999 год
Описание медали до 1999 года было изложено в Указе Президента Республики Беларусь от 15 января 1996 года № 26. Согласно данному нормативному правовому акту, медаль представляла собой пятиконечную звёздочку, вписанную в окружность диаметром 33 мм, изготавливалась из золота 585-й пробы и весила 14 грамм. На внутренних тупых углах звезды в радиальном направлении были расположены стрелоподобные вставки из искусственного рубина. Оборотная сторона медали имела гладкую поверхность, в центре находился номер медали. Подвеска представляла собой трапециевидную колодку, к которой медаль крепилась при помощи ушка и кольца. Колодка была обтянута муаровой лентой красного цвета с продольной зелёной полоской с правого края. Колодка изготавливалась из серебра с позолотой. Такой дизайн медали просуществовал до вступления в силу Указа Президента Республики Беларусь от 6 сентября 1999 года № 516.

### Медаль с 1999 года
Современное описание медали регулируется Указом Президента Республики Беларусь от 8 апреля 2005 года № 168, сменившим указ от 1999 года. В двух последних указах описание медали одинаковое. Отличия от медали до 1999 года незначительные: на тупые углы звезды не крепятся искусственные рубины, колодка стала прямоугольной формы и теперь изготавливается из золота, как и медаль.
Современное описание медали можно увидеть на марке, выпущенной в обращение Министерством связи и информатизации Республики Беларусь в 2008 году.
Ленточка в подвеске медали Героя Беларуси красно-зелёная, символизирующая флаг Беларуси, в то время как у медали Героя Советского Союза — красная. На задней стороне медали Героя Беларуси ставится номер медали, а в медали Героя Советского Союза — не только номер медали, но и надпись «Герой СССР». Колодка медали Героя Советского Союза изготавливалась из серебра, колодка медали Героя Беларуси — из золота 585 пробы. Сама медаль Героя Советского Союза была на 3 мм меньше медали Героя Беларуси и изготавливалась из золота 950 пробы.

## История
Звание было введено 13 апреля 1995 года как часть новой системы государственных наград независимой Беларуси. Белорусская наградная система стала логическим продолжением наградной системы СССР. Звание «Герой Беларуси» аналогично званию «Герой Советского Союза». Основное отличие заключается в том, что звание Героя Советского Союза присваивалось в основном за совершение подвига или выдающиеся заслуги во время боевых действий, тогда как звание «Герой Беларуси» присваивается в том числе и за достижения в экономической, социальной и культурной сферах.
Впервые звание было присвоено (посмертно) в 1996 году подполковнику авиации Владимиру Карвату, отведшему падающий самолёт от деревни. На данный момент звание Героя Беларуси носят 14 человек.

## Представление к награде и награждение

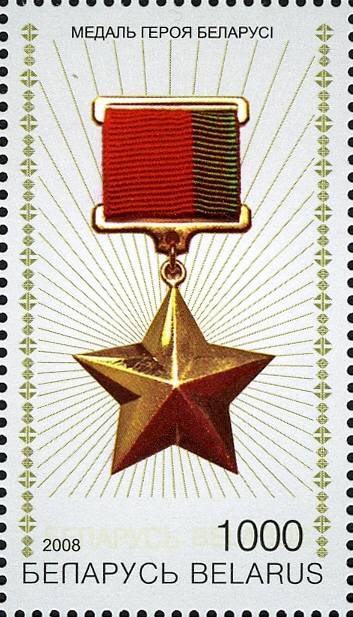
Марка 2008 года с изображением медали

Согласно Конституции Республики Беларусь, награждение государственными наградами — одна из функций Президента Республики Беларусь.
Более подробно процесс присвоения звания и награждения рассмотрен в Законе Республики Беларусь от 18 мая 2004 года № 288-З «О государственных наградах Республики Беларусь».
По закону, каждый коллектив работников, а также государственные органы всех уровней и руководящие органы общественных объединений в Республике Беларусь имеют право возбудить ходатайство о присвоении звания. На каждое лицо, представляемое к награждению, в коллективе работников после предварительного обсуждения кандидатуры на собрании составляется наградной лист, в котором излагаются данные о личности кандидата и его заслуги. Данный наградной лист сначала подписывается руководителем организации, к которой принадлежит коллектив, а затем руководителями вышестоящих организаций.
Ходатайства о награждении коллективы работников направляют на согласование в соответствующий местный исполнительный и распорядительный орган, затем соответственно в областной или Минский городской исполнительный комитет.
Согласованные ходатайства направляются по подчиненности в соответствующие министерства, другие республиканские органы государственного управления, руководящие органы общественных объединений, в которых рассматриваются коллегиальными органами этих организаций.
После рассмотрения ходатайства коллегиальными органами республиканских органов государственного управления либо общественных организаций ходатайство направляется в Совет Министров Республики Беларусь.
После получения заключения в Государственном секретариате Совета Безопасности Республики Беларусь представление о награждении вносится Президенту Республики Беларусь через Администрацию Президента Республики Беларусь.
Присвоение звания «Герой Беларуси» осуществляется Президентом Республики Беларусь. Решение о присвоении звания оформляется путём принятия Указа Президента Республики Беларусь.
Вручение медали Героя Беларуси осуществляется, как правило, Президентом Республики Беларусь либо, по его поручению, другими должностными лицами, список которых установлен в статье 65 Закона. Вручение производится в торжественной обстановке не позднее, чем через два месяца со дня подписания указа.

## Награждения
Согласно статье 3 Закона Республики Беларусь от 18 мая 2004 года № 288-З «О государственных наградах Республики Беларусь», звание может быть присвоено не только гражданам республики, но и иностранным гражданам и лицам без гражданства. На сегодняшний день звание было присвоено только гражданам Беларуси. Гражданин России, умерший Герой Российской Федерации Водолажский Василий Александрович, был приравнен к Героям Беларуси за заслуги перед Республикой Беларусь. Звание «Герой Беларуси» ему не было присвоено, но на членов его семьи были распространены льготы, установленные для членов семей Героев Беларуси.

### Список Героев Беларуси
| № п/п | Фото | Фамилия Имя Отчество                        | Профессия либо должность на момент награждения | Дата награждения | Номер Указа Президента Республики Беларусь | За что награждён | Даты жизни            |
| ----- | ---- | ------------------------------------------- | --- | ---------------- | ------------------------------------------ | --- | --------------------- |
| 1     |      | Карват, Владимир Николаевич (посмертно)     | подполковник | 21 ноября 1996   | 484                                        | за мужество и героизм, проявленные при исполнении воинского долга | 28.11.1958—23.05.1996 |
| 2     |      | Мариев, Павел Лукьянович                    | генеральный директор производственного объединения «БелАЗ» — директор Белорусского автомобильного завода | 29 июня 2001     | 360                                        | за самоотверженный труд, исключительные заслуги в развитии отечественного автомобилестроения                                                                         | 16.06.1938            |
| 3     |      | Дубко, Александр Иосифович (посмертно)      | бывший председатель Гродненского облисполкома | 30 июня 2001     | 361                                        | за исключительные заслуги перед государством и обществом | 14.01.1938—04.02.2001 |
| 4     |      | Карчмит, Михаил Александрович               | председатель правления коллективного предприятия — агрокомбината «Снов» Несвижского района | 30 июня 2001     | 362                                        | за самоотверженный труд, исключительные заслуги в развитии сельскохозяйственного производства                                                                        | 01.02.1949—22.05.2004 |
| 5     |      | Кремко, Виталий Ильич                       | председатель сельскохозяйственного коллективного предприятия «Октябрь» Гродненского района | 30 июня 2001     | 362                                        | за самоотверженный труд, исключительные заслуги в развитии сельскохозяйственного производства                                                                        | 15.02.1941—03.04.2009 |
| 6     |      | Высоцкий, Михаил Степанович                 | генеральный директор Научно-инженерного республиканского унитарного предприятия «Белавтотракторостроение» Национальной академии наук Беларуси                                                               | 1 марта 2006     | 135                                        | за исключительные заслуги в социально-экономическом развитии Республики Беларусь                                                                                     | 10.02.1928—25.02.2013 |
| 7     |      | Прокопович, Пётр Петрович                   | Председатель Правления Национального банка Республики Беларусь | 1 марта 2006     | 135                                        | за исключительные заслуги в социально-экономическом развитии Республики Беларусь                                                                                     | 03.11.1942            |
| 8     |      | Ревяко, Василий Афанасьевич                 | председатель сельскохозяйственного производственного кооператива «Прогресс-Вертелишки» Гродненского района                                                                                                  | 1 марта 2006     | 135                                        | за исключительные заслуги в социально-экономическом развитии Республики Беларусь                                                                                     | 15.07.1948—01.07.2024 |
| 9     |      | Савицкий, Михаил Андреевич                  | руководитель государственного учреждения культуры «Творческие академические мастерские живописи, графики и скульптуры»                                                                                      | 1 марта 2006     | 135                                        | за исключительные заслуги в социально-экономическом развитии Республики Беларусь                                                                                     | 18.02.1922—08.11.2010 |
| 10    |      | Филарет (Вахромеев, Кирилл Варфоломеевич)   | Митрополит Минский и Слуцкий, Патриарший Экзарх всея Беларуси | 1 марта 2006     | 137                                        | за исключительный личный вклад в духовное возрождение белорусского народа, укрепление дружбы и братских связей между народами, развитие межконфессионального диалога | 21.03.1935—12.01.2021 |
| 11    |      | Домрачева, Дарья Владимировна               | спортсмен-инструктор национальной команды Республики Беларусь по биатлону | 17 февраля 2014  | 66                                         | за высокое профессиональное мастерство и исключительные спортивные достижения                                                                                        | 03.08.1986            |
| 12    |      | Куконенко, Никита Борисович (посмертно)     | лётчик учебно-боевого авиационного звена учебно-боевой авиационной эскадрильи 116-й гвардейской штурмовой авиационной базы Военно-воздушных сил и войск противовоздушной обороны Вооружённых Сил, лейтенант | 24 ноября 2021   | 457                                        | за мужество и героизм, проявленные при исполнении воинского долга | 18.09.1998—19.05.2021 |
| 13    |      | Ничипорчик, Андрей Владимирович (посмертно) | командир учебно-боевого авиационного звена учебно-боевой авиационной эскадрильи 116-й гвардейской штурмовой авиационной базы Военно-воздушных сил и войск противовоздушной обороны Вооружённых Сил, майор   | 24 ноября 2021   | 457                                        | за мужество и героизм, проявленные при исполнении воинского долга | 17.10.1987—19.05.2021 |
| 14    |      | Василевская, Марина Витальевна              | космонавт Республики Беларусь | 9 апреля 2024    | 142                                        | за мужество, проявленное при осуществлении космического полёта, значительный личный вклад в освоение космоса                                                         | 14.09.1990            |

## Привилегии
Первоначально социальные льготы и привилегии для лиц, получивших звание «Герой Беларуси», согласно Постановлению Верховного Совета Республики Беларусь от 13 апреля 1995 года № 3727-XII, приравнивались к льготам Героев Советского Союза, Героев Социалистического Труда, а также полных кавалеров Славы и Трудовой Славы. Это было также написано в Положении о Герое Беларуси, утверждённом в Законе Республики Беларусь от 2 июля 1997 года № 49-З. Эти льготы описаны в Законе Республики Беларусь от 21 февраля 1995 года № 3599-XII.
На сегодняшний день данный вопрос регулируется Законом Республики Беларусь от 14 июня 2007 года № 239-З «О государственных социальных льготах, правах и гарантиях для отдельных категорий граждан». Согласно этому закону, Герои Беларуси имеют право:
- на бесплатное обеспечение лекарственными средствами, выдаваемыми по рецептам врачей в пределах перечня основных лекарственных средств (Глава 2, статья 10);
- на бесплатное изготовление и ремонт зубных протезов в государственных организациях здравоохранения по месту жительства и право на бесплатное обеспечение иными техническими средствами реабилитации в соответствии с Государственным реестром технических средств социальной реабилитации (Глава 2, статья 11). Данный реестр утвержден Постановлением Совета Министров Республики Беларусь от 11 декабря 2007 года № 1772[29];
- на получение денежной помощи на оздоровление либо, вместо денежной помощи, на внеочередное бесплатное санаторно-курортное лечение или оздоровление (Глава 2, статья 12). Денежная помощь, её размеры и условия её получения, регулируется Постановлением Совета Министров Республики Беларусь от 31 января 2008 года № 146[30];
- на бесплатный проезд на всех видах городского пассажирского транспорта (кроме такси) независимо от места жительства, а для проживающих в сельской местности — также на автомобильном транспорте общего пользования регулярного междугородного сообщения в пределах административного района по месту жительства (Глава 3, статья 13);
- на бесплатный проезд на железнодорожном, водном и автомобильном пассажирском транспорте общего пользования регулярного пригородного сообщения (кроме такси) (Глава 3, статья 14);
- на бесплатный проезд (по талонам, выдаваемым соответствующими государственными органами Республики Беларусь) один раз в год (туда и обратно) на внутренних линиях водного, воздушного, автомобильного пассажирского транспорта общего пользования регулярного междугородного сообщения либо в пассажирских поездах или вагонах формирования Белорусской железной дороги во внутриреспубликанском сообщении (Глава 3, статья 15);
- освобождение от платы и (или) пользование жилым помещением в пределах 20 квадратных метров общей площади занимаемого жилого помещения (Глава 4, статья 16);
- освобождение от платы за коммунальные услуги (горячее и холодное водоснабжение, канализация, газ, электрическая и тепловая энергия, вывоз и обезвреживание твердых бытовых отходов, пользование лифтами) по установленным законодательством Республики Беларусь тарифам в пределах утверждённых норм потребления, а для проживающих в домах без центрального отопления — от платы за топливо, приобретаемое в пределах норм, установленных для продажи населению Беларуси (Глава 4, статья 16);
- на первоочередную однократную бесплатную установку квартирного телефона при протяженности абонентской линии не более 500 метров (Глава 4, статья 17);
- на бесплатное пользование квартирным телефоном (кроме междугородных и международных разговоров) (Глава 4, статья 18).

Финансирование расходов, связанных с предоставленными выше льготами, осуществляется за счёт средств республиканского и местного бюджетов, а также за счёт средств государственного социального страхования.

## Ношение
Согласно статье 5 Закона № 288-З, медаль Героя Беларуси носится на левой стороне груди над орденами и медалями. Согласно статье 69 того же Закона, при наличии у лица государственных наград СССР, БССР, награды СССР, БССР и иностранных государств располагаются после медали Героя Беларуси. Вместо орденов и медалей Республики Беларусь награждённые могут носить символы государственных наград Республики Беларусь, образцы и порядок ношения которых устанавливаются Президентом Республики Беларусь.